# ファースト・キャピタル・コネクト

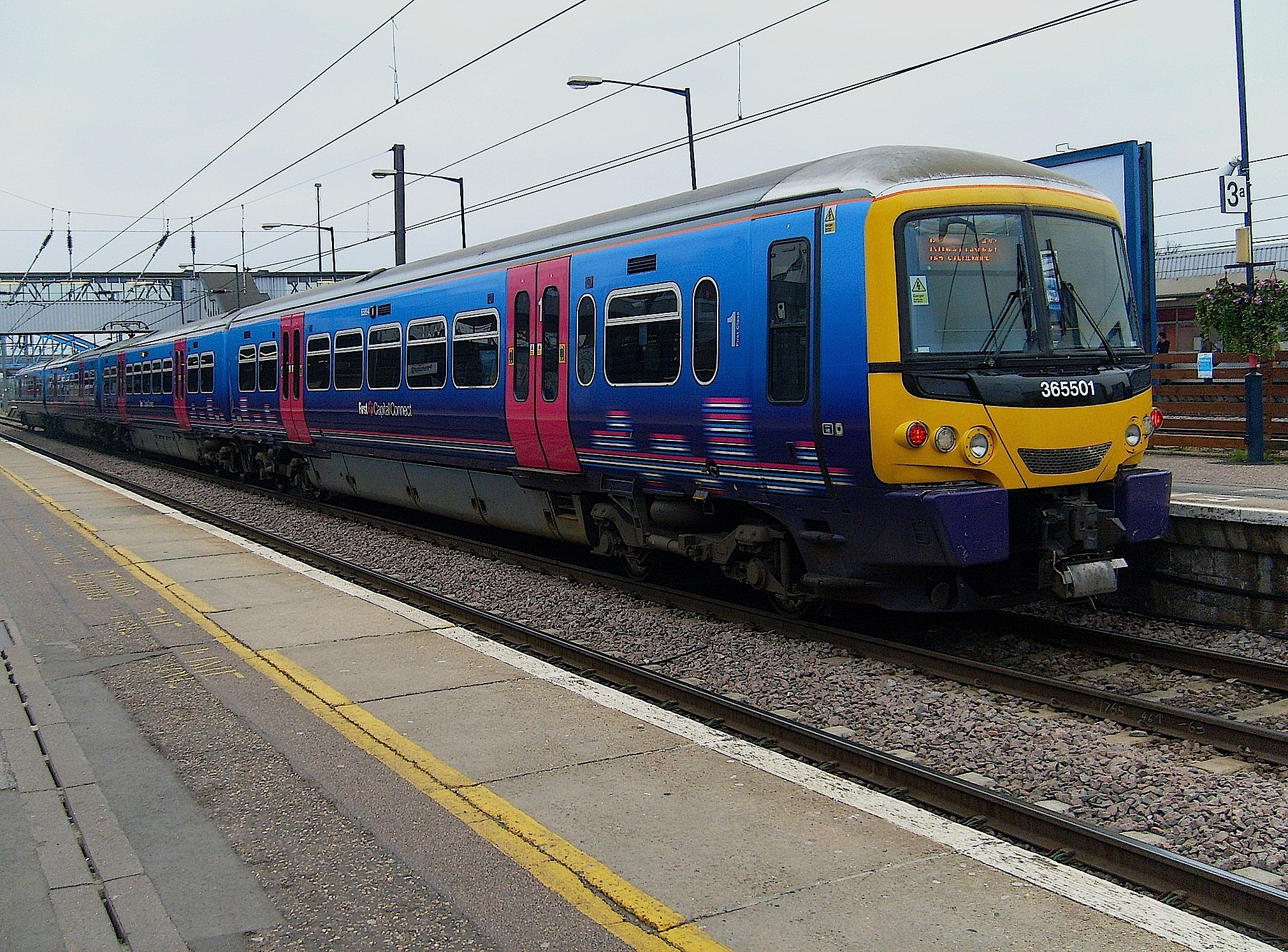
365系（ピーターバラ駅）

ファースト・キャピタル・コネクト（First Capital Connect）は、2006年から2014年まで営業を行っていたイギリスの列車運行会社である。

## 歴史
旧WAGNとテムズリンク社の営業権を継承し、2006年に発足した。
ファースト・キャピタル・コネクトの路線営業権（フランチャイズ）は2014年9月14日をもって満了し、以降はGovia社傘下のゴヴィア・テムズリンク・レールウェイによる運行になる。営業路線と従業員は新組織に継承され、ファーストグループ社及びファースト・キャピタル・コネクトの名前の下での営業は終了する。

## 運行形態
運行系統は、首都ロンドンを南北に貫通して南はイングランド南部の街ブライトン、北はベッドフォードと南北に走るテムズリンク系統と、ロンドン市内のキングス・クロス駅、および、ムーアゲート駅から、ロンドンの北東へと走るグレートノーザン系統の、大きく分けて2つの系統を運営している。
テムズリンク系統では、ロンドン・ガトウィック空港、および、ロンドン・ルートン空港を通り、また2007年末よりセント・パンクラス駅にも乗り入れるようになった。